# Åke Sjöholm
Åke Sjöholm, född 4 mars 1963 i Nyköping, är en svensk professor, överläkare och diabetesforskare.
Sjöholm studerade medicin på läkarlinjen vid Uppsala universitet 1982-88, var doktorand vid institutionen för medicinsk cellbiologi i Uppsala – tillika ordförande i medicinska fakultetens doktorandförening - och disputerade för medicine doktorsexamen år 1991. Han blev legitimerad läkare 1993, antogs som docent i experimentell endokrinologi vid Karolinska institutet år 1994, och blev specialistkompetent i internmedicin 1998.
Sjöholm har innehaft ett flertal kliniska forskartjänster och sakkunniguppdrag åt nationella och internationella organisationer och myndigheter. År 2001 fick han tjänst som överläkare i internmedicin vid Södersjukhuset, med uppdrag att bygga upp diabetesforskningen vid sjukhuset. Han blev 2003 universitetslektor, 2003 också adjungerad professor vid University of South Alabama, och utnämndes 1 november 2005 till  professor i experimentell endokrinologi vid Karolinska institutet förenad med befattning som överläkare i internmedicin vid Södersjukhuset.
Inom den  diabetesforskningen har Sjöholm bland annat gjort uppmärksammade upptäckter rörande möjligheter att förbättra insulinproduktionen vid diabetes och mekanismer för förtida sjuklighet i hjärtinfarkt och stroke vid diabetes. 
Sjöholm sitter i Editorial Board för de vetenskapliga tidskrifterna Clinical Science, Molecular and Cellular Endocrinology, Research and Reports in Endocrine Disorders och Stem Cell Discovery.